# Taismary Agüero
Pour les articles homonymes, voir Aguero.
Taismary Agüero (née le 5 mars 1977 à Sancti Spíritus, Cuba) est une joueuse de volley-ball italienne d'origine cubaine. Elle mesure 1,77 m et joue attaquante.

## Biographie
En été 2001, Taismary Agüero a quitté l'équipe nationale de Cuba pendant un tournoi en Suisse et demandé l'asile politique en Italie. Vers la fin de 2006 elle devient une citoyenne italienne après s'être mariée avec Alessio Botteghi. En été 2007, elle a rejoint l'équipe nationale italienne.

## Clubs
| Club                       | Pays    | De        | À         |
| -------------------------- | ------- | --------- | --------- |
| Cuba                       | Cuba    | 1995-1996 | 1997-1998 |
| Sirio Perugia              | Italie  | 1998-1999 | 1999-2000 |
| Cuba                       | Cuba    | 2000-2001 | 2000-2001 |
| Sirio Perugia              | Italie  | 2001-2002 | 2004-2005 |
| Sant'Orsola Asystel Novara | Italie  | 2005-2006 | 2006-2007 |
| Türk Telekom               | Turquie | 2007-2008 | 2008-2009 |
| GSO Villa Cortese          | Italie  | 2009-2010 | 2010-2011 |
| Universal Modena           | Italie  | 2011-2012 | jan 2013  |
| VBC Casalmaggiore          | Italie  | fév 2014  | …         |

## Palmarès

### Équipe nationale
- Jeux olympiques
  -  1996 à Atlanta
  -  2000 à Sydney
- Championnat du monde (1)
  - Vainqueur : 1998
- Championnat d'Europe (2)
  - Vainqueur : 2007, 2009
- Coupe du monde (3)
  - Vainqueur : 1995, 1999, 2007
- Grand Prix Mondial (1)
  - Vainqueur : 2000
  - Finaliste : 1996, 1997
- World Grand Champions Cup (1)
  - Vainqueur : 1993
  - Finaliste : 1997
- Championnat du monde des moins de 20 ans
  - Vainqueur : 1993.

### Clubs
- Coupe de la CEV (1)
  - Vainqueur : 2005
- Top Teams Cup (2)
  - Vainqueur : 2000, 2006
- Championnat d'Italie (2)
  - Vainqueur : 2003, 2005
- Coupe d'Italie (5)
  - Vainqueur : 1999, 2003, 2005, 2010, 2011.
- Supercoupe d'Italie
  - Vainqueur : 2005

### Distinctions individuelles
- Championnat du monde féminin de volley-ball des moins de 20 ans 1993: Meilleure serveuse, meilleure passeuse et MVP.
- Grand Prix Mondial de volley-ball 1997:Meilleure passeuse.
- World Grand Champions Cup féminine 1997: Meilleure passeuse.
- Coupe du monde de volley-ball féminin 1999: Meilleure serveuse et MVP.
- Ligue des Champions de volley-ball féminin 2003-2004:Meilleure serveuse.
- Coupe de la CEV féminine 2004-2005:Meilleure serveuse.
- Coupe de la Top Teams 2005-2006:Meilleure marqueuse et MVP.
- Grand Prix Mondial de volley-ball 2007:Meilleure marqueuse et meilleure attaquante.
- Championnat d'Europe de volley-ball féminin 2007:MVP.